# Atlit
Atlit (hebrejsky עַתְלִית, v oficiálním přepisu do angličtiny Atlit) je obec typu společná osada (jišuv kehilati) v Izraeli, v Haifském distriktu, v Oblastní radě Chof ha-Karmel.

## Geografie
Leží v nadmořské výšce 12 metrů v hustě osídlené a zemědělsky intenzivně využívané pobřežní nížině, nedaleko úpatí pohoří Karmel, ze kterého podél severní strany obce směřuje k moři vádí Nachal Oren.
Obec se nachází na břehu Středozemního moře, cca 70 kilometrů severoseverovýchodně od centra Tel Avivu, cca 14 kilometrů jihojihozápadně od centra Haify a 27 kilometrů severně od města Chadera. Atlit obývají Židé, přičemž osídlení v tomto regionu je převážně židovské.
Atlit je na dopravní síť napojen pomocí severojižního tahu dálnice číslo 2. Obcí prochází pobřežní železniční trať. Nachází se tu železniční stanice Atlit.

## Dějiny

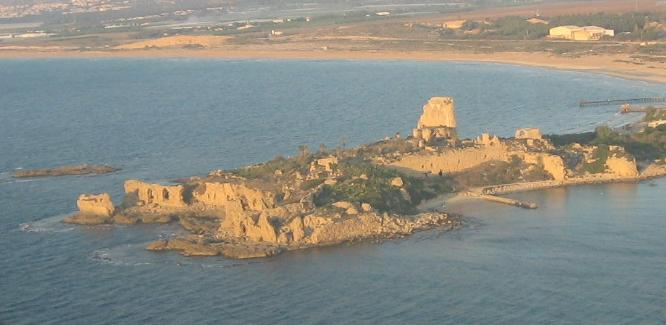
Křižácká pevnost Château Pèlerin poblíž Atlitu

Osídlení na místě Atlitu má dlouhou nepřerušenou tradici. V helénistickém období se lokalita nazývala Adarus. V 13. století se zde usídlili křižáci, kteří tu na mořském pobřeží zbudovali pevnost Château Pèlerin, jejíž ruiny se zde dodnes dochovaly.
Roku 1296, krátce po pádu křižáckého hradu, se zde usídlili muslimové. Šlo o členy kmene Uvajrat tatarského původu, později postupně arabizovaných. Jejich zdejší osada se nazývala Atlit.
Počátkem 20. století v těsném sousedství této arabské osady vzniklo i novověké židovské osídlení - rovněž pod názvem Atlit. Židovský Atlit byl založen na sklonku první alije v roce 1904. Podle jiných zdrojů vznikl už roku 1903. Šlo o individuálně hospodařící zemědělskou osadu typu mošava náležející do podnikatelského souboru barona Edmonda Jamese de Rothschilda, respektive Židovského kolonizačního sdružení, na které baron počátkem 20. století převedl správu svých osad v Palestině. Teprve roku 1909 se tato židovská osada proměnila na trvalé sídlo. Roku 1917 byla v Atlitu založena okolo ředitele zdejší zemědělské stanice Aarona Aaronsohna židovská probritská špionážní síť Nili. Kontakt s Brity probíhal prostřednictvím lodi, která občas zakotvila nedaleko od Atlitu.
V roce 1922 byl v blízkosti osady zřízen též areál na získávání soli z mořské vody.

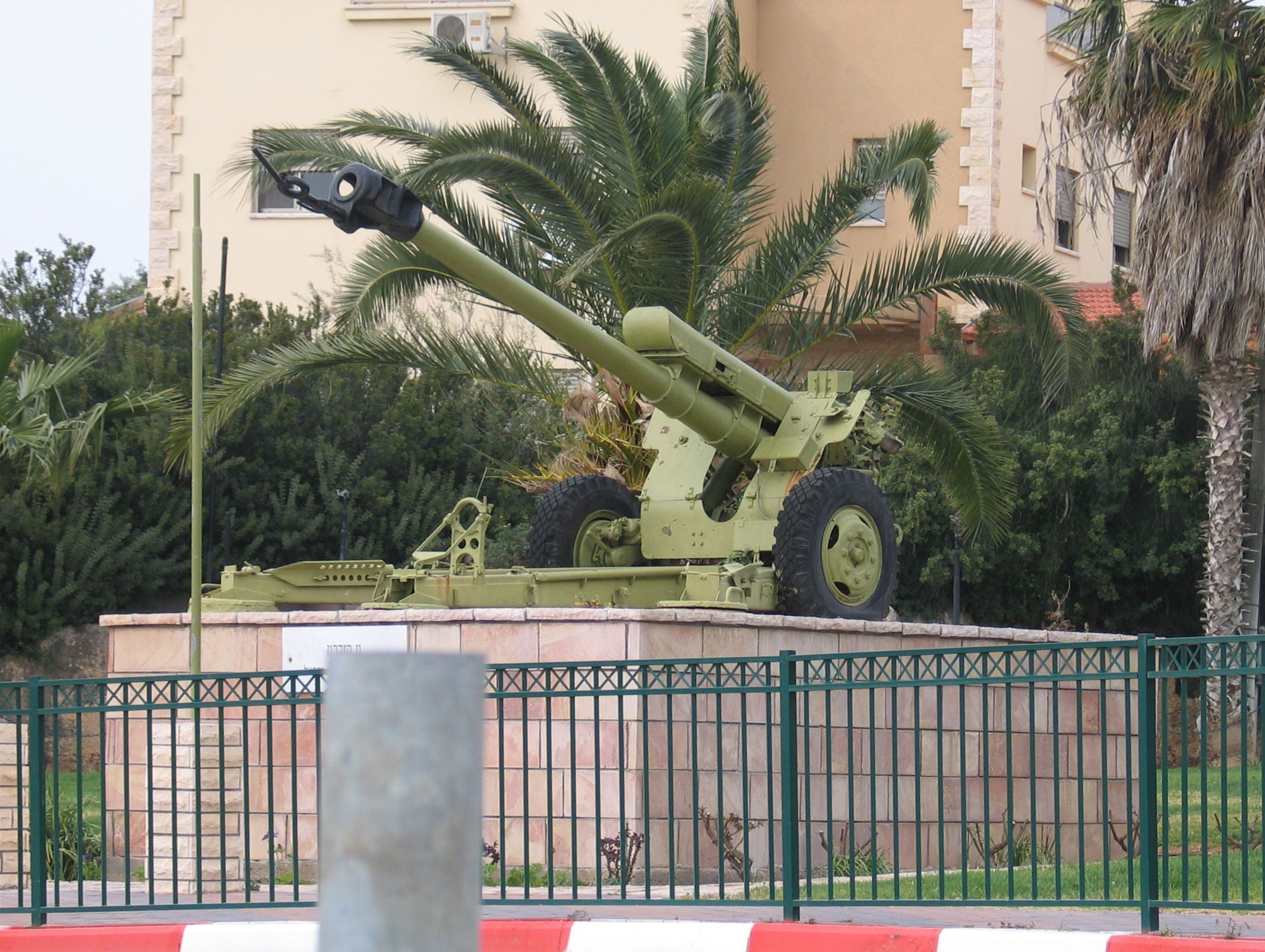
Válečný pomník v Atlit

Koncem 30. let 20. století zřídily v sousedství židovského i arabského Atlitu britské úřady velký internační tábor, který se stal místem nedobrovolného pobytu pro desítky tisíc Židů, kteří se ilegálně pokoušeli uniknout z Evropy do mandátní Palestiny. Vznik tohoto střediska pro internaci ilegálních běženců oznámily britské úřady 16. srpna 1939. V následujících letech se pak jeho okolí stávalo místem konfrontace mezi Židy a Brity. Například po potopení uprchlické lodi Patria. V říjnu 1945 dokonce Palmach přepadl internační tábor a osvobodil z něj 208 zadržovaných přistěhovalců. Politika nucené internace ale trvala a například v květnu 1946 sem Britové poslali 1666 migrantů z lodi Max Nordau. Areál tábora je v současnosti zrenovován a využíván jako muzeum židovské imigrace.
V květnu 1948 počátkem války za nezávislost byla arabská vesnice Atlit ovládnuta izraelskými silami a arabské osídlení tu skončilo. Zástavba arabského Atlitu pak byla zbořena. Krátce nato nastala další demografická proměna, když do Atlitu zamířila masová přistěhovalecká vlna Židů, pro které zde vznikl přistěhovalecký tábor (takzvaná ma'abara). Tento přistěhovalecký tábor tu existoval v letech 1951–1953. Sloužil převážně pro ubytování Židů původem z Iráku, Maroka a Rumunska. Populace Atlitu prudce stoupla. Později byl přistěhovalecký tábor nahrazen běžnou obytnou zástavbou. Další přistěhovalecké vlny následovaly v 60. letech 20. století.
Koncem 40. let 20. století měl Atlit jen 470 obyvatel a rozlohu katastrálního území 5 083 dunamů (5,083 kilometrů čtverečních). Po válce za nezávislost byl sice Atlit povýšen na místní radu (malé město), ale navzdory populačnímu růstu nedosáhla obec významnějšího postavení. V roce 2003 byla proto místní rada Atlit zrušena a změněna na členskou obec Oblastní rady Chof ha-Karmel.

## Demografie
Podle údajů z roku 2009 tvořili naprostou většinu obyvatel v Atlit Židé - cca 5100 osob (včetně statistické kategorie "ostatní", která zahrnuje nearabské obyvatele židovského původu ale bez formální příslušnosti k židovskému náboženství, cca 5300 osob).
Jde o menší sídlo městského typu (byť bez formálního městského statutu) s populací, která po roce 2005 začala výrazně narůstat. K 31. prosinci 2015 zde žilo 6800 lidí. Podle výhledových plánů má populace Atlitu dosáhnout až 15 000.
| Rok            | 1948 | 1961  | 1972  | 1983  | 1995  |
| -------------- | ---- | ----- | ----- | ----- | ----- |
| Počet obyvatel | 348  | 1 516 | 2 467 | 2 490 | 4 149 |

| Rok            | 1948 | 1961  | 1972  | 1983  | 1995  | 2001  | 2003  | 2004  | 2005  | 2006  | 2007  | 2008  | 2009  | 2010  | 2011  | 2012  | 2013  | 2014  | 2015  |
| -------------- | ---- | ----- | ----- | ----- | ----- | ----- | ----- | ----- | ----- | ----- | ----- | ----- | ----- | ----- | ----- | ----- | ----- | ----- | ----- |
| Počet obyvatel | 348  | 1 516 | 2 467 | 2 490 | 4 149 | 4 480 | 4 460 | 4 438 | 4 500 | 4 662 | 4 872 | 5 011 | 5 302 | 5 700 | 5 800 | 6 000 | 6 300 | 6 600 | 6 800 |